# Sevenoaks
Sevenoaks är en stad och civil parish i grevskapet Kent i sydöstra England. Staden är huvudort i distriktet med samma namn och ligger cirka 34,5 kilometer sydost om centrala London. Tätorten (built-up area) hade 26 479 invånare vid folkräkningen år 2021.
Namnet Sevenoaks kommer från fornengelskans Seouenaca, "sju ekträd".